# کوربین (کانزاس)
کوربین (به انگلیسی: Corbin) یک منطقهٔ مسکونی در ایالات متحده آمریکا است که در شهرستان سامنر، کانزاس واقع شده‌است.